# Kyōkasho ni Nai!
Kyōkasho ni Nai! (教科書にないッ！?) è un manga di Kazuto Okada, pubblicato in 18 volumi a partire dal giugno 1995 fino al 31 ottobre 2002. Nel 1998 dal manga è stato tratto una serie OAV in due episodi per la regia di Hideaki Oba, distribuiti in DVD tra il 21 aprile ed il 21 maggio 1998. Inoltre, in Corea del Sud nel 2007 è stato prodotto un drama per adolescenti I am Sam in 16 episodi per la regia di Kim Jung Gyu.

## Trama
Tairaku insegna in una scuola superiore ed è segretamente innamorato di Satsuki che insegna nella stessa scuola.
Tutto però si complica quando nella sua classe arriva la studentessa Aya Shirakaba, figlia di un potente boss della Yakuza. Il padre gli ordina (pena un'orribile morte) di accogliere in casa sua la sua bella figlia e di vegliare su di lei affinché si mantenga pura. Purtroppo nella scuola sono in tanti (sia uomini che donne) che sono molto interessati alla ragazza, inoltre lei, poco amante dello studio, ama aggirarsi per casa mezza nuda e Tairaku lentamente sprofonda in un mare di guai.

## Colonna sonora dell'OAV
Sigle finali
- Hōkago (放課後?); lett. Doposcuola, cantata da Yūko Miyamura nella parte di Aya e da Kotono Mitsuishi nella parte di Satsuki.
- Gyutto "Dakishimetai" (ギュッと“ダキシメタイ☆?), lett. Voglio abbracciarti fortemente, cantata da Yoshihiko Kato